# Viridigloba imitator
Viridigloba imitator is een keversoort uit de familie lieveheersbeestjes (Coccinellidae). De wetenschappelijke naam van de soort is voor het eerst geldig gepubliceerd in 1978 door Gordon.